# Rolf Brehmer
Rolf Vilhelm Brehmer, född 14 maj 1943 i Engelbrekts församling i Stockholms stad, är en svensk militär.

## Biografi
Brehmer avlade studentexamen i Stockholm 1963 och studerade vid Kungliga Tekniska Högskolan i Stockholm. Han blev fänrik i flottan 1966, löjtnant 1968 och kapten 1972. Åren 1975–1977 gick han tekniska kursen på Marinlinjen vid Militärhögskolan. Han befordrades till örlogskapten 1977, kommendörkapten 1982 och kommendör av första graden 1993. Åren 1994–1998 var han chef för Programavdelningen vid Marinledningen. Han var 1998–2000 chef för Stridskraftavdelningen vid Marincentrum (under 2000 namnändrat till Marinens taktiska kommando) och var 2001–2003 chef för Ostkustens marinbas.
Rolf Brehmer invaldes 1988 som ledamot av Kungliga Örlogsmannasällskapet.